# Friesenrat

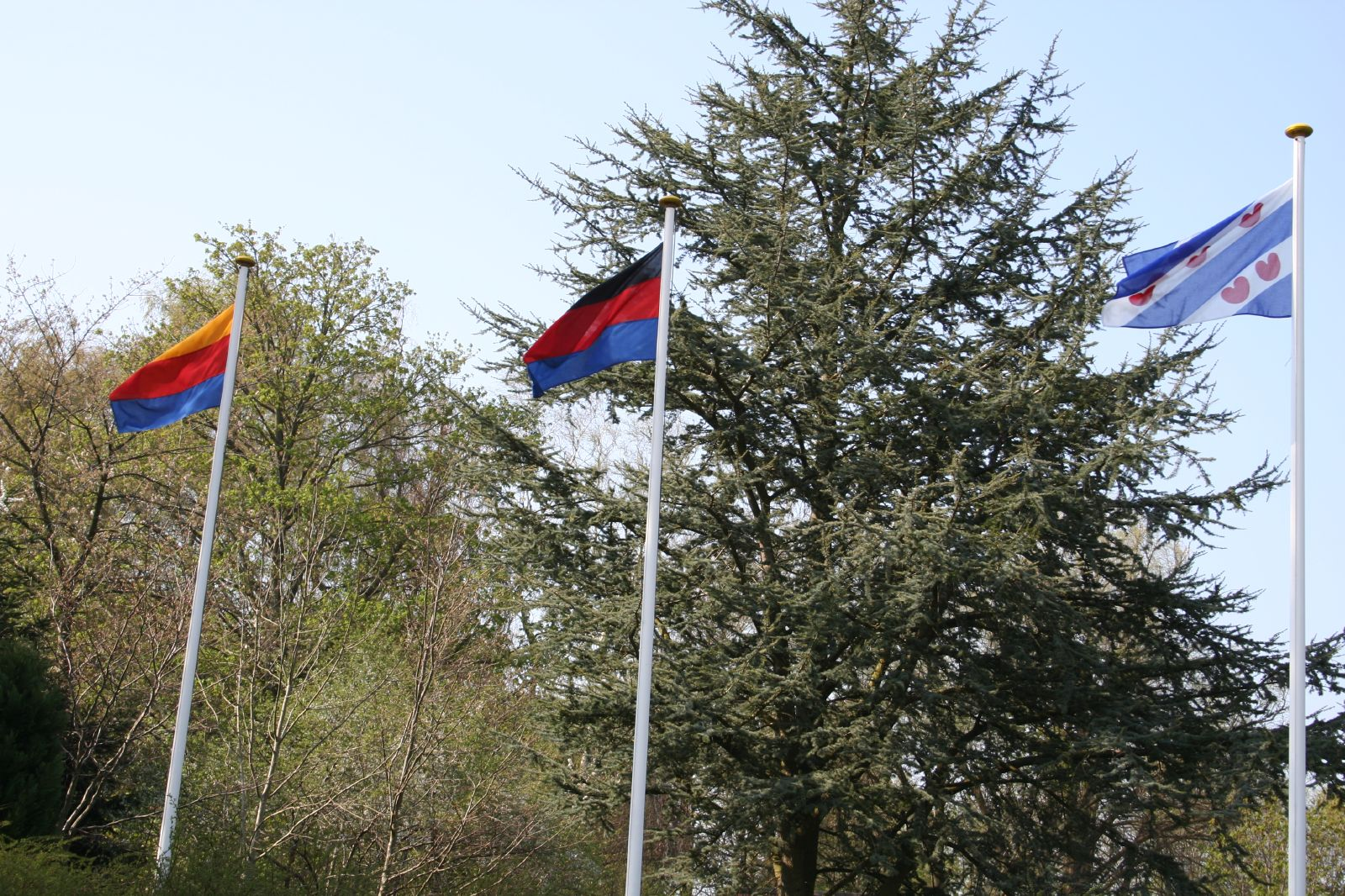
Beflaggung beim Interfriesischen Kongress 2006.

Der Friesenrat (Westfriesisch: Fryske Rie,  Plattdeutsch Freeske Raad, Saterfriesisch: Fräiske Räid, Nordfriesisch: Frasche Rädj) oder auch Interfriesische Rat vertritt die gesamtfriesischen Interessen nach außen. Er setzt sich aus Vertretern der drei lokalen Friesenräte (in der niederländischen Provinz Fryslân, im niedersächsischen Ost-Friesland sowie in Nordfriesland und auf Helgoland in Schleswig-Holstein) zusammen. Er wurde 1930 in Husum gegründet und entstand nach dem Zweiten Weltkrieg 1956 als Teil einer Bewegung zur europäischen Einigung neu. Seit 1999 firmiert er offiziell unter dem Namen Interfriesischer Rat e. V.
Der Friesenrat ist heute Vertreter der friesischen Volksgruppe im Friesengremium des schleswig-holsteinischen Landtags. Er ist zudem in der niederländischen Abteilung des Europäischen Büros für Sprachminderheiten vertreten.
Der Friesenrat darf nicht mit der Fryske Rie, eine Mantelorganisation der SS-Ahnenerbe, verwechselt werden.

## Geschichte

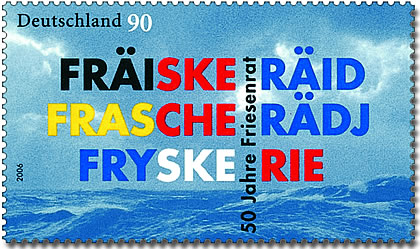
Sonderbriefmarke von 2006 zum 50-jährigen Bestehen des Friesenrats.

Interfriesische Kontakte gab es besonders zwischen Westfriesen und Nordfriesen verstärkt seit dem 19. Jahrhundert. 1925 fand der erste (allerdings erst später so bezeichnete) Friesenkongress in Jever statt, den Peter Zylmann organisierte. Im Zuge von Nachfolgeveranstaltungen wurde der Friesenrat ab 1928 geplant und 1930 in Husum schließlich gegründet.
Das Verhältnis des Friesenrats zum Nationalsozialismus war ambivalent. Der Friesenrat gab sich zunächst betont unpolitisch, wurde er doch sowohl von der deutschen als auch von der niederländischen Regierung misstrauisch beäugt. Außerdem fürchteten die Nationalsozialisten einen „Einfluss der Internationale“ und standen „internationalen Kongressen nach Art des Judentums“ ablehnend gegenüber.
Seit der Machtergreifung 1933 versuchten die Nationalsozialisten allerdings die friesischen Verbindungen zu nutzen, um die niederländischen Friesen mittels der Volkstumsideologie auf ihre Seite zu ziehen. Insbesondere der vierte Friesenkongress in Medemblik 1937 wurde für NS-Propagandazwecke genutzt. Nach der Besetzung der Niederlande Mai 1940 ließen sich führende Ostfriesen (namentlich der Kulturbeauftragter Hermann Conring) und deutsch gesinnte Westfriesen zu diesem Zweck instrumentalisieren.
Mai 1941 wurde eine neue Organisation namens Fryske Rie gegründet, die die verbleibenden Aktivitäten der westfriesischen Kulturszene einbetten sollte. Es betraf eine Abteilung der mit der SS-Ahnenerbe verbundenen Stiftung Saxo-Frisia, die unter der Führung des Groninger Universitätsrektors Johannes Kapteyn stand. Auch die erste Gedenkfeier zur Schlacht von Warns 1345 wurde September 1942 von diesem Gremium organisiert. Die Kontakte zu deutschen Schwesterorganisationen wurden jedoch entgegengewirkt, vor allem weil die NS-Behörden ein Aufflammen regionaler Gefühle verhindern wollten. Eine (gesamt-)friesische Bewegung hätte, so meinte man, die erwünschte Einheit der deutschen Nation untergraben. Darüber hinaus war Kapteyn der friesischen Sache nicht wohlgesinnt. Die Organisation wurde 1944 aufgelöst.
Insbesondere den niederländischen Friesen ist der neuerliche Zusammenschluss zu verdanken, da sie trotz des vorangegangenen Krieges den Friesen in Deutschland wieder die Hand reichten, wobei die Vertreter der dänischgesinnten Friisk Foriining und die Heimatvertriebenen Helgolands eine Art Brückenkopf bildeten. Hilfreich war auch, dass Ostfriesland nach dem Zweiten Weltkrieg eine Hochburg der SPD wurde. Bereits 1952 fand wieder ein Friesenkongress statt. 1955 wurde in Aurich am Upstalsboom das Friesische Manifest beschlossen, das nun die interfriesische Bewegung in Beziehung zur europäischen Einigung setzte. 1956 wurde der Friesenrat in Leer schließlich neu begründet. Die einzelnen Friesenräte oder Sektionen ließen sich teilweise erst viel später als Verein oder Stiftung eintragen (der Fryske Rie erst 1981). Ursprünglich als Friesenrat eine lose Arbeitsgemeinschaft, schlossen sich drei Sektionen erst 1999 offiziell unter dem Namen Interfriesischer Rat e. V. zusammen und sind nun eine eigene Rechtspersönlichkeit.
Zum 50-jährigen Bestehen des Friesenrates gab die Bundesrepublik Deutschland am 9. Februar 2006 eine Sonderbriefmarke heraus.

## Die Sektionen
In den sogenannten drei Frieslanden bestehen jeweils eigene Friesenräte, die in ihren Strukturen sehr unterschiedlich sind. Die Präsidentschaft des Interfriesischen Rates wechselt alle drei Jahre zwischen diesen drei Sektionen. Aktuell, von 2024 bis 2027, liegt der Vorsitz bei der Sektion Ost.
- Sektion West:
  - Selbstbezeichnung auf Westfriesisch: Fryske Rie
  - Arbeitsbereich: Provinz Fryslân in den Niederlanden
  - Amtssitz: Ljouwert/Leeuwarden (Fryske Akademy)
  - Vorsitzender: Jan Dijkstra

- Sektion Ost:
  - Selbstbezeichnung auf Saterfriesisch: Fräiske Räid und auf Plattdeutsch Freeske Raad
  - Arbeitsbereich: Ostfriesland, Oldenburger Friesland, Gemeinde Saterland, das ehemalige Rüstringen und das Land Wursten in Niedersachsen (Ost-Friesland)
  - Amtssitz: Auerk/Aurich (Ostfriesische Landschaft)
  - Vorsitzender: Arno Ulrichs

- Sektion Nord:
  - Selbstbezeichnung auf Nordfriesisch: Frasche Rädj
  - Arbeitsbereich: Nordfriesland und Helgoland in Schleswig-Holstein
  - Amtssitz: Bräist/Bredstedt, Friisk Hüs, Süderstraße 6
  - Vorsitzender: Heinrich Bahnsen
  - Geschäftsführer: Frank Nickelsen

## Regelmäßige Veranstaltungen
Jedes dritte Jahr, zum Ende einer Ratsvorsitzperiode, veranstaltet der Friesenrat den sogenannten Friesenkongress in einem der drei Frieslande. Ein Jahr später richtet der Rat zudem das Kulturfestival Friesen-Droapen auf Helgoland aus, das durchschnittlich etwa fünfhundert Besucher anzieht. Wichtige reguläre Aktivitäten des Friesenrates sind weiterhin die Berufsgruppentreffen, an denen sich unterschiedliche Gruppen, wie z. B. Bauern, Landfrauen, Studenten, Lehrer und Lokalpolitiker beteiligen.

## Flagge

Flagge des Interfriesischen Rates

Im Juni 2009 nahm der Interfriesische Rat eine Flagge an, die als gesamtfriesische Flagge gelten soll, nachdem die Groep fan Auwerk bereits 2007 auf dem Friesentreffen auf Helgoland eine interfriesische Flagge vorgestellt hatte. Die Flagge des friesischen Rats zeigt auf „europablauem“ Grund einen Ring, der auf den historischen Flaggen der drei Sektionen basiert und deren Farben in der geographischen Anordnung der drei Frieslande zeigt. Die Anlehnung an die Europaflagge soll zeigen, dass die Friesen überzeugte Europäer sind, da sie bereits im Friesischen Manifest 1955 die europäische Einigung forderten. Der Kreis steht für die Geschlossenheit der Friesen. Dieser explizit moderne Flaggenentwurf hatte sich im vorhergehenden Auswahlverfahren gegen traditionelle und historische Vorschläge durchgesetzt.